# 教化局
教化局（きょうかきょく）は、戦前期の文部省の内部部局の一つ。

## 概要
1942年（昭和17年）11月1日、行政簡素化の実施により宗教局と社会教育局の一部が改組され、教化局が設置される。局内には総務課・宗教課・文化施設課が置かれ、宗教に関する事項、芸術の奨励・調査に関する事項、国宝・重要美術品・史蹟名勝天然記念物に関する事項、図書館・博物館に関する事項、社会教育上有益な図書の認定・推薦に関する事項、映画・演劇など娯楽の指導・監督・助成に関する事項、成人教育など社会教育に関する事項を管掌した。
1943年（昭和18年）2月1日、教化局は教学局に合併され、局内に宗教課・文化課が新たに設置された。

## 歴代局長
文部省教化局長
- 阿原謙蔵：1942年11月1日 - 1943年11月1日（廃局）